# بول نرس
السير بول ماكسيم نرس (بالإنجليزية: Sir Paul Nurse)‏ (وُلد في 25 يناير 1949)، هو عالم وراثة إنجليزي والرئيس السابق للجمعية الملكية والرئيس التنفيذي ومدير معهد فرانسيس كريك. فاز بجائزة نوبل في علم وظائف الأعضاء أو الطب عام 2001 بالتشارك مع ليلاند هارتويل وتيم هانت تقديرًا لاكتشافهم جزيئات البروتين التي تتحكم في انقسام الخلايا في دورة الخلية.

## بداية حياته وتعليمه
هاجرت والدة نرس من لندن إلى نورتش، نورفك وعاشت مع أقاربها بانتظار ولادة بول لإخفاء عدم شرعيته. طوال حياتهما، تظاهرت جدته بأنها والدته وتظاهرت والدته بأنها أخته. رُبي بول من قبل جديه في شمال غرب لندن. تلقى تعليمه في مدرسة ألبرتون ومدرسة مقاطعة هاروتم للقواعد. رُفض طلب التحاقه بجامعة أكسفورد وكامبريدج وساسكس ويورك لأنه لم يُتقن اللغة الأجنبية المطلوبة للحصول على شهادة العامة للتعليم (جي سي إي). عُرض عليه مقعد في جامعة برمنغهام بشرط أن يأخذ دروسًا في اللغة الفرنسية في عامه الأول. حصل على درجة البكالوريوس في علم الأحياء عام 1970 من جامعة برمنجهام ودرجة الدكتوراه في عام 1973 من جامعة إيست أنجليا لبحثه عن استخدامات خميرة المبيضات. ثم تابع بحوث ما بعد الدكتوراه في جامعة برن وجامعة إدنبرة وجامعة ساسكس.

## حياته المهنية وأبحاثه
واصل نرس بحوث ما بعد الدكتوراه في مختبر مردوخ ميتشيسون في جامعة إدنبره للسنوات الست المقبلة (1973-1979).
ابتداءً من عام 1976، حدد نرس الجين سي دي سي 2 في سكيراء الجعة. يتحكم هذا الجين في تقدم دورة الخلية من المرحلة جي 1 إلى المرحلة إس والانتقال من المرحلة جي 2 إلى مرحلة الانقسام المتساوي. في عام 1987، حدد نرس الجين المتماثل في الإنسان، سي دي كيه 1 والذي يرمز إلى بروتين الكيناز المعتمد على السيكلين.
عندما تنقسم الخلايا ذات النوى، تنقسم عبر مراحل تسمى جي 1 (النمو)، إس (الاصطناع)، جي 2 (النمو)، وإم (الانقسام المتساوي). اكتشف نرس وهارتويل وهنت بروتينين معًا، السيكلين والكيناز المُعتمد على السيكلين (سي دي كيه)، اللذان يتحكمان في الانتقال من مرحلة إلى أخرى. تسمى هذه البروتينات نقاط التحقق، لأنها تتحقق ما إذا كانت الخلية قد انقسمت بشكل صحيح. إذا لم تنقسم الخلية بشكل صحيح، فستحاول البروتينات الأخرى إصلاحها، وإذا فشلت، فسوف تدمر الخلية. إذا انقسمت الخلية بشكل غير صحيح وبقيت على قيد الحياة، فيمكن أن تسبب السرطان وأمراض خطيرة أخرى.
من خلال العمل على سكيراء الجعة، حدد نرس الجين سي دي سي 2، الذي يتحكم في الانتقال من مرحلة جي 1 إلى مرحلة إس، عندما تنمو الخلية استعدادًا لنسخ الحمض النووي، ومن مرحلة جي 2 إلى مرحلة إم، عندما تنقسم الخلية. وجد نرس أيضًا، مع زميلته ميلاني لي خلال بحوث ما بعد الدكتوراه، الجين المقابل لذلك، سي دي كيه 1، في البشر. تتوقف هذه الجينات وتبدأ بتكوين بروتين كيناز المُعتمد على السيكلين (سي دي كيه) عن طريق إضافة أو إزالة مركبات الفوسفات.

## روابط خارجية
- بول نرس على موقع IMDb (الإنجليزية)
- بول نرس على موقع الموسوعة البريطانية (الإنجليزية)
- بول نرس على موقع مونزينجر (الألمانية)
- بول نرس على موقع إن إن دي بي (الإنجليزية)
- بول نرس على موقع قاعدة بيانات الفيلم (الإنجليزية)